# Twarogi Ruskie
Twarogi Ruskie [tfaˈrɔɡi ˈruskʲɛ] est un village polonais de la gmina de Perlejewo dans le powiat de Siemiatycze et dans la voïvodie de Podlachie. Il se situe à environ 4 kilomètres à l'est de Perlejewo, à 23  kilomètres au nord-ouest de Siemiatycze et à 72 kilomètres au sud-ouest de Białystok. 